# Пон Джунхо
Пон Джунхо (кор. 봉준호 [poːŋ tɕuːnho → poːŋdʑunɦo], англ. Bong Joon-ho; нар.14 вересня 1969) — південнокорейський кінорежисер і сценарист. Відомий за використанням соціальної тематики та поєднанням жанрів у своїх фільмах. За картину «Паразити» Пон Джунхо отримав Золоту пальмову гілку Каннського кінофестивалю, а також чотири нагороди «Оскару», в тому числі за Найкращий фільм.

## Біографія
Народився Пон Джунхо 14 вересня 1969 року в місті Тегу, на південному сході Кореї. Він був наймолодшим із чотирьох дітей у сім'ї. Батько Пона працював промисловим дизайнером, а мати — домогосподаркою. Дід по материній лінії, Пак Тевон, був письменником, але у 1950 році перетнув 38-у паралель. Його старший брат викладає англійську в Сеульському національному університеті, а старша сестра викладає в Анянському університеті.

### Навчання
Коли Пон навчався у початковій школі, його сім'я переїхала у Сеул. У 1988 році Пон почав вивчати соціологію в Університеті Йонсе. У ті часи в Південній Кореї тривали демократичні протести проти деспотичного правління Чон Ду Хвана, приводом до яких стала новина про смерть закатованого поліцією студента Сеульського національного університету. Пон Джунхо згадує події так: «Демонстрації в університеті були щотижня… Щодня було те саме: протести протягом дня, пиятика вночі. Окрім кількох людей, ми тоді не надто довіряли професорам. Тож ми створили власні політичні, мистецькі та історичні навчальні групи. Ми пили до пізньої ночі, розмовляючи та дискутуючи. Я не з тих, що люблять вклинюватися до групи, тому навіть коли ми протестували, я йшов дивитися фільми. Організатори певно вважали мене поганим активістом». Протестувальники кидали каміння у поліцію, на що вони відповідали сльозогінним газом. Пон разом із іншими робив коктейлі Молотова на основі розчинника для фарби та води, що були менш небезпечні за звичні: «По той бік були такі ж діти, призвані в армію, тож ми насправді не хотіли їх травмувати».
Інший відомий режисер Імг Сан Су закінчив у 1989 році ту саму спеціальність Університету Йонсе, однак Пон стверджує, що вони не були тоді знайомі. У той же період Пак Чхан Ук навчався в Сеульському Університеті Соганг.
Два роки Пон служив в армії, після чого у 1992 році повернувся до навчання. Разом зі студентами з сусідніх університетів (Хонгік, Соганг, Жіночий університет Іхва) він співзаснував кіноклуб «Жовті двері». У ньому він зустрів майбутню дружину. Тоді ж він знімає перші короткометражні фільми: «У пошуках раю» і «Білий чоловік» (1994). У 1995 Пон завершив навчання у Йонсе.
На початку 90-х Пон був прийнятий на дворічну програму до Корейської академії кіномистецтва, яка вважається провідною кіношколою країни. Там він знімає дві короткометражні стрічки «Спогади у моїй рамці» та «Невідповідність» (1994).

### Кар'єра
Після закінчення навчання Пон опинився у скрутному становищі. Його дружина завагітніла, й обоє були безробітні. Кілька років Пон Джунхо працював на різних позиціях у проєктах інших режисерів. Він написав сценарій до 15-хвилинного сегмента фільму «7 причин, чому пиво краще, ніж коханець» (1996), був допоміжним режисером стрічки «Мотель Кактус» (1997) Пак Кі Йона й одним із сценаристів картини «Фантом: Субмарина» (1999). Згодом компанія Uno Film, яка займалася виробництвом цих фільмів, береться продюсувати повнометражний дебют Пона «Гавкітливі собаки не кусають» (2000). Стрічка слабко показала себе в прокаті та не отримала належної уваги критиків.
Його другий фільм «Спогади про вбивство» (2003) заснований на першому в історії Кореї випадку серійних убивств. Картина отримала широке схвалення кінокритиків, ряд локальних нагород, премій міжнародних кінофестивалів і стала найпопулярнішою стрічкою року в корейському кінопрокаті (її переглянуло понад 5,1 млн людей).
Третім фільмом Пона став науково-фантастичний трилер «Монстр» (2006). У 2006 році він став найкасовішим фільмом Південної Кореї, зібравши в домашньому прокаті 59 701 285 $. Квентін Тарантіно вніс цей фільм до свого топ-20 фільмів, що вийшли після 1992 року. «Монстр» також зайняв 81 позицію у списку 100 найкращих фільмів світового кінематографа від Empire.
У 2008 році Пон Джунхо спільно з Леосом Караксом та Мішелем Гондрі зняв фільм «Токіо!», що складається з трьох історій міста.
Прем'єра четвертого фільму Пона, драми «Матір», відбулася в рамках секції Особливий погляд Каннського кінофестивалю. Стрічка розповідає про матір, що намагається врятувати розумово відсталого сина, якого звинувачують у вбивстві дівчини. Фільм отримав позитивну критику та ввійшов до списків найкращих фільмів року багатьох оглядачів.
«Крізь сніг» став першим англомовним фільмом режисера. Історія базується на графічному романі «Le Transperceneige» Жан Марка-Рошетта та Жака Лоба. Прем'єра відбулася в Сеулі 29 липня 2013 року. Як і попередні стрічки Джун Хо, «Крізь сніг» побив касові рекорди у домашньому прокаті та отримав переважно схвальні відгуки кінокритиків. У 2015-му було анонсовано наступний фільм Пона «Окча». Знімання розпочалися у квітні 2016 року. Прем'єра відбулася на 70-му Каннському кінофестивалі. На преспоказі аудиторія демонструвала негативне сприйняття компанії Netflix, супроводивши сеанс вигуками обурення. Показ до того ж почався з технічної помилки, через яку зображення проектувалося з неправильним розширенням. До самого фільму кінокритики виявилися набагато прихильнішими.

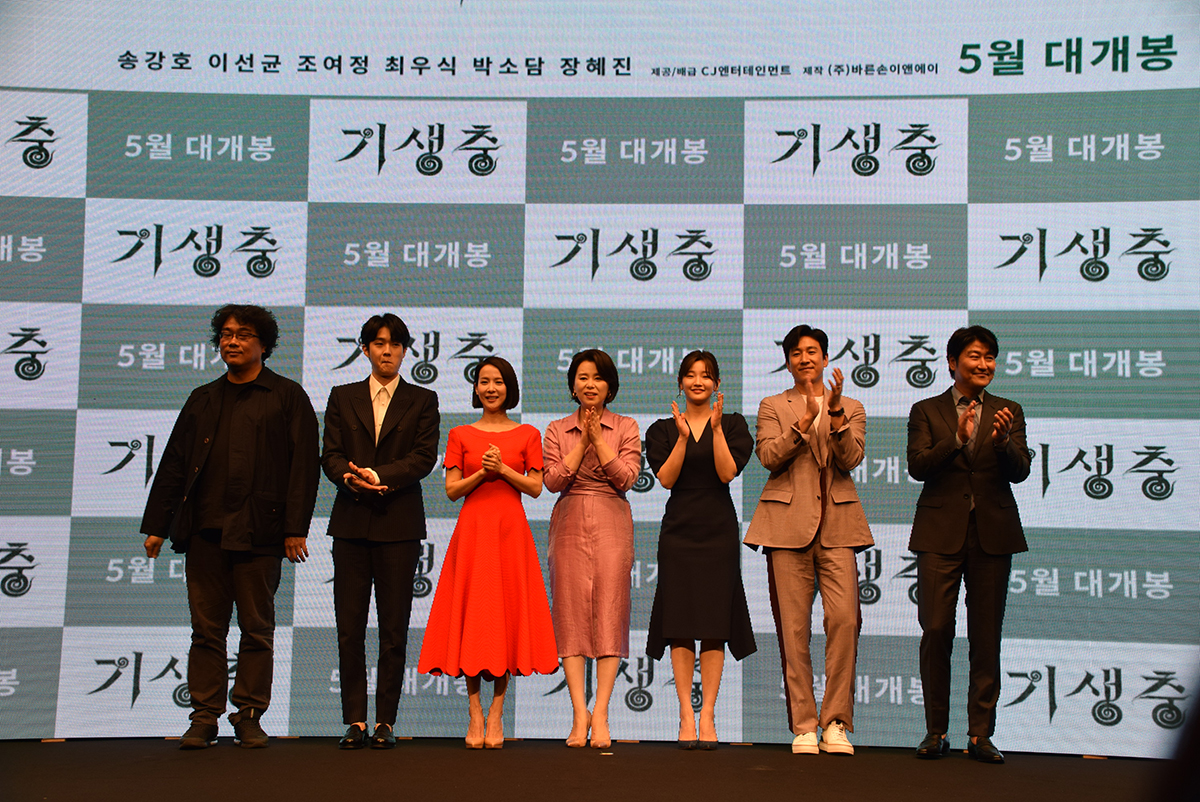
Пон Джунхо та акторський склад фільму «Паразити», 2019 р.

Після двох співпраць з американськими студіями та акторами Пон Джунхо береться за повністю корейський фільм «Паразити». Картина отримала Золоту пальмову гілку 72-го Каннського кінофестивалю, на якому і відбулася її світова прем'єра.
Українська прем'єра «Паразитів» відбулася на 10-му Одеському міжнародному кінофестивалі в програмі Фестиваль фестивалів. Дистриб'ютором на території України був Артхаус Трафік. У широкий прокат фільм вийшов 1 серпня 2019 року. 6 лютого 2020 року картина вийшла у повторний прокат.
«Паразити» став першим корейським фільмом, який отримав номінації та став лауреатом премії за найкращий фільм іноземною мовою на «Золотому глобусі». Фільм отримав нагороди за найкращий оригінальний сценарій та неангломовний фільм 73-ї премії БАФТА. Вперше корейський фільм було номіновано на премію Американської академії кіномистецтв, ще й у шести номінаціях. На 92-гій церемонії вручення нагород премії «Оскар», 9 лютого 2020 року, Пон Джунхо отримав чотири нагороди (у категоріях Найкращий фільм, Найкращий режисер, Найкращий оригінальний сценарій і Найкращий міжнародний фільм).

### Улюблені фільми

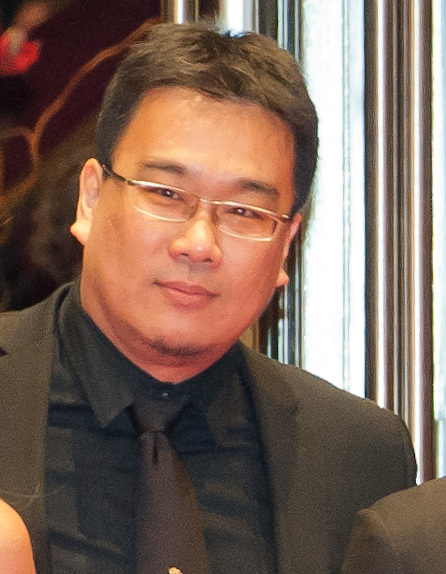
На Берлінале, 2015 р.

Після отримання «Оскара» у свої промові Джунхо згадує, що навчався на фільмах Мартіна Скорсезе. Серед робіт, що вплинули на нього, режисер також згадує фільмографію Гічкока. У топ-10 Criterion Collection він наводить наступні фільми: «Чотириста ударів», «Фанні і Александр», «Легенда про Нараяму», «Прийдешнє», «Лола Монтес», «Нешвілл», «Життя солодке», «Людина, яка впала на Землю», «Рашмор», «Бути Джоном Малковичем». У інтерв'ю Variety Він називає себе «божевільним фанатом» стрічки «Шалений Макс 2» і також називає «Дорогу гніву» неймовірним фільмом. У режисерському голосуванні за найвеличніший фільм усіх часів від «Sight and Sound» Пон обирає фільми:
- «Місто смутку»[en], реж. Хоу Сяосянь
- «Зцілення»[en], реж. Куросава Кійосі
- «Фарґо», реж. брати Коен
- «Покоївка»[en], реж. Кім Кі Йон
- «Психо», реж. Альфред Гічкок
- «Скажений бик», реж Мартін Скорсезе
- «Дотик зла»[en], реж. Орсон Веллс
- «Помста за мною»[en], реж. Імамура Сьохей
- «Плата за страх», реж. Анрі-Жорж Клузо
- «Зодіак», реж. Девід Фінчер

## Фільмографія
| Рік  | Фільм                        | Роль    | Роль      | Роль     |
| Рік  | Фільм                        | Режисер | Сценарист | Продюсер |
| ---- | ---------------------------- | ------- | --------- | -------- |
| 1997 | Мотель Кактус                | Ні      | Так       | Ні       |
| 1999 | Фантом: Субмарина            | Ні      | Так       | Ні       |
| 2000 | Гавкітливі собаки не кусають | Так     | Так       | Ні       |
| 2003 | Спогади про вбивство         | Так     | Так       | Ні       |
| 2005 | Журнал з Антарктики          | Ні      | Так       | Ні       |
| 2006 | Монстр                       | Так     | Так       | Ні       |
| 2009 | Матір                        | Так     | Так       | Ні       |
| 2013 | Снігобур                     | Так     | Так       | Ні       |
| 2014 | Морський туман               | Ні      | Так       | Так      |
| 2017 | Окча                         | Так     | Так       | Так      |
| 2019 | Паразити                     | Так     | Так       | Так      |
| 2025 | Міккі-17                     | Так     | Так       | Так      |

## Нагороди

### Оскар
| Рік  | Категорія                       | Фільм      | Результат | Пр.    |
| ---- | ------------------------------- | ---------- | --------- | ------ |
| 2020 | Найкращий фільм                 | «Паразити» | Перемога  | [ 41 ] |
| 2020 | Найкращий режисер               | «Паразити» | Перемога  | [ 41 ] |
| 2020 | Найкращий оригінальний сценарій | «Паразити» | Перемога  | [ 41 ] |

### БАФТА
| Рік  | Категорія                       | Фільм      | Результат | Пр.    |
| ---- | ------------------------------- | ---------- | --------- | ------ |
| 2020 | Найкращий фільм                 | «Паразити» | Номінація | [ 42 ] |
| 2020 | Найкраща режисерська робота     | «Паразити» | Номінація | [ 42 ] |
| 2020 | Найкращий оригінальний сценарій | «Паразити» | Перемога  | [ 42 ] |
| 2020 | Найкращий неангломовний фільм   | «Паразити» | Перемога  | [ 42 ] |

### Золотий глобус
| Рік  | Категорія                   | Фільм      | Результат | Пр.    |
| ---- | --------------------------- | ---------- | --------- | ------ |
| 2020 | Найкраща режисерська робота | «Паразити» | Номінація | [ 43 ] |
| 2020 | Найкращий сценарій          | «Паразити» | Номінація | [ 43 ] |

### Міжнародна премія Австралійської академії кінематографа і телебачення
| Рік  | Категорія                      | Фільм      | Результат | Пр.    |
| ---- | ------------------------------ | ---------- | --------- | ------ |
| 2020 | Найкращий міжнародний фільм    | «Паразити» | Перемога  | [ 44 ] |
| 2020 | Найкращий міжнародний сценарій | «Паразити» | Номінація | [ 44 ] |
| 2020 | Найкращий азійський фільм      | «Паразити» | Перемога  | [ 44 ] |

### Азійська кінопремія
| Рік  | Категорія          | Фільм    | Результат | Пр. |
| ---- | ------------------ | -------- | --------- | --- |
| 2007 | Найкращий фільм    | «Монстр» | Перемога  |     |
| 2010 | Найкращий фільм    | «Матір»  | Перемога  |     |
| 2010 | Найкращий сценарій | «Матір»  | Перемога  |     |

### Азійсько-Тихоокеанська кінопремія
| Рік  | Категорія       | Фільм      | Результат | Пр.    |
| ---- | --------------- | ---------- | --------- | ------ |
| 2019 | Найкращий фільм | «Паразити» | Перемога  | [ 45 ] |

### Каннський кінофестиваль
| Рік  | Категорія             | Фільм      | Результат | Пр.    |
| ---- | --------------------- | ---------- | --------- | ------ |
| 2017 | Золота пальмова гілка | «Окча»     | Номінація |        |
| 2019 | Золота пальмова гілка | «Паразити» | Перемога  | [ 46 ] |

### Премія Гільдії режисерів Америки
| Рік  | Категорія         | Фільм      | Результат | Пр. |
| ---- | ----------------- | ---------- | --------- | --- |
| 2020 | Найкращий режисер | «Паразити» | Номінація |     |

### Премія Гільдії продюсерів Америки
| Рік  | Категорія                                   | Фільм      | Результат | Пр. |
| ---- | ------------------------------------------- | ---------- | --------- | --- |
| 2020 | Найкраще продюсуваня повнометражного фільму | «Паразити» | Номінація |     |

### Премія Гільдії сценаристів Америки
| Рік  | Категорія                       | Фільм      | Результат | Пр. |
| ---- | ------------------------------- | ---------- | --------- | --- |
| 2020 | Найкращий оригінальний сценарій | «Паразити» | Перемога  |     |

### Baeksang Arts Awards
| Рік  | Категорія         | Фільм        | Результат | Пр.    |
| ---- | ----------------- | ------------ | --------- | ------ |
| 2007 | Найкращий фільм   | «Монстр»     | Перемога  | [ 47 ] |
| 2014 | Найкращий режисер | «Крізь сніг» | Перемога  | [ 48 ] |

### Блакитний дракон
| Рік  | Категорія         | Фільм                  | Результат | Пр.    |
| ---- | ----------------- | ---------------------- | --------- | ------ |
| 2003 | Вибір аудиторії   | «Спогади про вбивство» | Перемога  | [ 49 ] |
| 2006 | Найкращий фільм   | «Монстр»               | Перемога  | [ 50 ] |
| 2006 | Вибір аудиторії   | «Монстр»               | Перемога  | [ 50 ] |
| 2009 | Найкращий фільм   | «Матір»                | Перемога  | [ 51 ] |
| 2013 | Найкращий режисер | «Крізь сніг»           | Перемога  | [ 52 ] |
| 2019 | Найкращий фільм   | «Паразити»             | Перемога  |        |
| 2019 | Найкращий режисер | «Паразити»             | Перемога  |        |

### Кінопремія Пуіл
| Рік  | Категорія          | Фільм        | Результат | Пр. |
| ---- | ------------------ | ------------ | --------- | --- |
| 2009 | Найкращий фільм    | «Матір»      | Перемога  |     |
| 2013 | Найкращий фільм    | «Крізь сніг» | Перемога  |     |
| 2019 | Найкращий фільм    | «Паразити»   | Перемога  |     |
| 2019 | Найкращий сценарій | «Паразити»   | Перемога  |     |

### Премія кінокритиків Пусану
| Рік  | Категорія          | Фільм                  | Результат | Пр. |
| ---- | ------------------ | ---------------------- | --------- | --- |
| 2003 | Найкращий режисер  | «Спогади про вбивство» | Перемога  |     |
| 2003 | Найкращий сценарій | «Спогади про вбивство» | Перемога  |     |
| 2006 | Приз журі          | «Монстр»               | Перемога  |     |
| 2009 | Найкращий фільм    | «Матір»                | Перемога  |     |
| 2013 | Найкращий сценарій | «Крізь сніг»           | Перемога  |     |

### Режисерська премія[en]
| Рік  | Категорія               | Фільм                          | Результат | Пр. |
| ---- | ----------------------- | ------------------------------ | --------- | --- |
| 2000 | Найкращий новий режисер | «Гавкітливі собаки не кусають» | Перемога  |     |
| 2003 | Найкращий режисер       | «Спогади про вбивство»         | Перемога  |     |
| 2014 | Найкращий режисер       | «Крізь сніг»                   | Перемога  |     |
| 2017 | Найкращий режисер       | «Окча»                         | Перемога  |     |
| 2019 | Режисер року            | «Паразити»                     | Перемога  |     |
| 2019 | Сценарій року           | «Паразити»                     | Перемога  |     |

### Премія Великий дзвін
| Рік  | Категорія         | Фільм                  | Результат | Пр.    |
| ---- | ----------------- | ---------------------- | --------- | ------ |
| 2003 | Найкращий фільм   | «Спогади про вбивство» | Перемога  | [ 53 ] |
| 2003 | Найкращий режисер | «Спогади про вбивство» | Перемога  | [ 53 ] |
| 2007 | Найкращий режисер | «Монстр»               | Перемога  | [ 54 ] |

### Премія Корейської асоціації кінокритиків[en]
| Рік  | Категорія          | Фільм                  | Результат | Пр. |
| ---- | ------------------ | ---------------------- | --------- | --- |
| 2003 | Найкращий фільм    | «Спогади про вбивство» | Перемога  |     |
| 2003 | Найкращий режисер  | «Спогади про вбивство» | Перемога  |     |
| 2009 | Найкращий фільм    | «Матір»                | Перемога  |     |
| 2009 | Найкращий сценарій | «Матір»                | Перемога  |     |
| 2013 | Найкращий фільм    | «Крізь сніг»           | Перемога  |     |
| 2013 | Найкращий режисер  | «Крізь сніг»           | Перемога  |     |
| 2017 | Премія ФІПРЕССІ    | «Окча»                 | Перемога  |     |
| 2019 | Найкращий фільм    | «Паразити»             | Перемога  |     |
| 2019 | Найкращий режисер  | «Паразити»             | Перемога  |     |

### Корейська кінопремія[en]
| Рік  | Категорія          | Фільм                  | Результат | Пр.    |
| ---- | ------------------ | ---------------------- | --------- | ------ |
| 2003 | Найкращий фільм    | «Спогади про вбивство» | Перемога  | [ 55 ] |
| 2003 | Найкращий режисер  | «Спогади про вбивство» | Перемога  | [ 55 ] |
| 2003 | Найкращий сценарій | «Спогади про вбивство» | Перемога  | [ 55 ] |
| 2006 | Найкращий фільм    | «Монстр»               | Перемога  | [ 56 ] |
| 2006 | Найкращий режисер  | «Монстр»               | Перемога  | [ 56 ] |

### Інші нагороди
| Рік  | Премія                                     | Категорія                                           | Фільм                  | Результат | Пр. |
| ---- | ------------------------------------------ | --------------------------------------------------- | ---------------------- | --------- | --- |
| 2003 | Токійський міжнародний кінофестиваль       | Asian Film Award                                    | «Спогади про вбивство» | Перемога  |     |
| 2003 | Туринський кінофестиваль                   | Найкращий сценарій (Глядацький приз)                | «Спогади про вбивство» | Перемога  |     |
| 2003 | Міжнародний кінофестиваль у Сан-Себастьяні | Срібна мушля найкращому режисеру                    | «Спогади про вбивство» | Перемога  |     |
| 2003 | Міжнародний кінофестиваль у Сан-Себастьяні | Altadis New Director Award                          | «Спогади про вбивство» | Перемога  |     |
| 2003 | Міжнародний кінофестиваль у Сан-Себастьяні | Премія ФІПРЕССІ                                     | «Спогади про вбивство» | Перемога  |     |
| 2003 | Chunsa Film Art Awards                     | Найкращий фільм                                     | «Спогади про вбивство» | Перемога  |     |
| 2003 | Chunsa Film Art Awards                     | Найкращий режисер                                   | «Спогади про вбивство» | Перемога  |     |
| 2003 | Chunsa Film Art Awards                     | Best Screenplay                                     | «Спогади про вбивство» | Перемога  |     |
| 2004 | Коньякський фестиваль кримінальних фільмів | Гран-прі                                            | «Спогади про вбивство» | Перемога  |     |
| 2006 | Кінофестиваль у Сіджасі                    | Премія Східний експрес за найкращий азійський фільм | «Монстр»               | Перемога  |     |
| 2007 | Фанташпорту                                | Найкращий режисер                                   | «Монстр»               | Перемога  |     |
| 2009 | Міжнародний кінофестиваль Дубаї            | Найкращий сценарій                                  | «Матір»                | Перемога  |     |
| 2009 | Міжнародний кінофестиваль у Мар-дель-Плата | Премія SIGNIS                                       | «Матір»                | Перемога  |     |
| 2013 | Азійсько-тихоокеанський кінофестиваль      | Найкращий режисер                                   | «Крізь сніг»           | Перемога  |     |
| 2020 | Незалежний дух                             | Найкращий міжнародний фільм                         | «Паразити»             | Перемога  |     |